# 清水昭信
清水 昭信（しみず あきのぶ、1983年10月26日 - ）は、三重県松阪市出身の元プロ野球選手（投手）。現在は中日ドラゴンズのスカウトを務めている。

## 経歴

### プロ入り前
小学5年生の時、担任の先生の勧めで「松阪リトルリーグ」に入団。ポジションは投手兼左翼手。中学1年の時、1学年下の西川明（中日）とともに松阪リトルリーグの全国制覇、アジア大会第3位の原動力となる。
松阪市立西中学校を経て、三重高校に入学。1年時の夏、岡本篤志（西武）擁する三重海星高校戦に先発し（しかも打順は1番）、注目を集める。2年の時からエースとして活躍。3年の夏に県大会決勝進出を果たすも、四日市工高に惜敗。同年冬、米・サンディエゴ・パドレスの入団テストに挑戦するも、最終選考で不合格となる。
高校卒業後、愛知県内の企業に就職するも、野球への思いを断ち切れずに退職。元三重高校教員との1日10時間の受験勉強の末、名城大学に入学。1年からベンチ入りする。2年春に1部に昇格させ、4年春、名城大学を11年ぶりの愛知大学野球リーグ優勝に導き、06年春MVP、大学選手権においては京都学園大学を相手に毎回15奪三振の力投、ベスト8まで進出し、一躍プロスカウトからの注目を浴びる。しかし4年秋に愛知大学野球の1部2部入れ替え戦で、後に中日に同期入団する日本福祉大学の浅尾拓也との投げ合いに敗れ、2部降格となってしまった。
その後、大学ジャパンのメンバーに選出され、第35回日米大学野球選手権大会・第3回世界大学野球選手権大会に出場する。愛知大学1部リーグで通算15勝15敗、2部リーグで9勝2敗。
2006年の大学・社会人ドラフトで中日ドラゴンズから6巡目指名を受け入団。指名の無い場合はヤマハに進む予定だった。

### プロ入り後
2007年は、二軍（ウエスタン・リーグ）で3勝3敗、防御率3.89の成績を残したが、一軍昇格はなかった。
2008年7月3日の阪神タイガース戦でプロ初登板。さらに、8月31日の広島東洋カープ戦でプロ初先発し、初勝利を挙げ、続く9月6日の横浜ベイスターズ戦でプロ初完投勝利を挙げた。その後はレギュラーシーズンは先発と中継ぎの両方、クライマックスシリーズでは中継ぎで起用され安定した投球を続けた。オフにはドミニカ・ウィンターリーグに参加した。
2009年、背番号が64から12に変更となった。12は2007年までセットアッパーだった岡本真也が着けていたもので、期待の高さを伺わせた。オープン戦からセットアッパーとして起用され、3月6日の読売ジャイアンツ（巨人）戦ではオープン戦初セーブを挙げるなど好投して初の開幕一軍入りを果たす。しかし、公式戦に入ると極度の制球難に陥り結果が残せず、4月20日に二軍に降格した。
2010年、最終成績は1勝1敗防御率4.55ながら、自己最多となる44試合に登板。中継ぎ投手として、チーム4年ぶりのリーグ制覇に貢献した。
しかし、2011年 - 2012年の2年間は右肩の違和感で一軍登板なしに終わった。
2013年、2010年以来3シーズンぶりの一軍登板となったが、10月2日に球団より戦力外通告を受ける。11月15日に任意引退選手としてNPB公示。

### 引退後
2014年からは、中日ドラゴンズのスカウトを務める。これまで一貫して東海地区を担当しており、石川昂弥 （東邦高校）、髙橋宏斗（中京大中京高校）らを発掘している。

## プレースタイル
最速150km/h超のストレートを中心に、スライダー、フォークを織り交ぜる。先発・中継ぎの両方をともにこなす。
二軍戦で本塁打を放ったことがあるなど、投手ながら長打力も備える。

## 人物
チームの昭和58年生まれの選手が集まる「昭和58年会」のメンバーであり、新井良太曰くマイペースである。
チーム内のニックネームは森繁和が命名した「ゲンさん」。パチンコ台(もともとはテレビゲーム）のキャラクターに由来する。本人はあまり気に入っていない。

## 詳細情報

### 年度別投手成績
| 年 度     | 球 団     | 登 板 | 先 発 | 完 投 | 完 封 | 無 四 球 | 勝 利 | 敗 戦 | セ 丨 ブ | ホ 丨 ル ド | 勝 率 | 打 者 | 投 球 回 | 被 安 打 | 被 本 塁 打 | 与 四 球 | 敬 遠 | 与 死 球 | 奪 三 振 | 暴 投 | ボ 丨 ク | 失 点 | 自 責 点 | 防 御 率 | W H I P |
| --------- | --------- | ----- | ----- | ----- | ----- | -------- | ----- | ----- | -------- | ----------- | ----- | ----- | -------- | -------- | ----------- | -------- | ----- | -------- | -------- | ----- | -------- | ----- | -------- | -------- | ------- |
| 2008      | 中日      | 15    | 4     | 1     | 0     | 0        | 2     | 2     | 0        | 2           | .500  | 183   | 44.0     | 34       | 2           | 17       | 0     | 5        | 33       | 0     | 1        | 14    | 12       | 2.45     | 1.16    |
| 2009      | 中日      | 8     | 0     | 0     | 0     | 0        | 0     | 1     | 0        | 1           | .000  | 24    | 4.2      | 3        | 0           | 6        | 1     | 1        | 4        | 0     | 0        | 2     | 2        | 3.86     | 1.93    |
| 2010      | 中日      | 44    | 0     | 0     | 0     | 0        | 1     | 1     | 0        | 8           | .500  | 279   | 63.1     | 53       | 5           | 30       | 1     | 7        | 56       | 7     | 0        | 32    | 32       | 4.55     | 1.31    |
| 2013      | 中日      | 4     | 0     | 0     | 0     | 0        | 0     | 0     | 0        | 0           | ----  | 17    | 3.1      | 3        | 0           | 2        | 0     | 3        | 2        | 0     | 0        | 4     | 4        | 10.80    | 1.50    |
| 通算：4年 | 通算：4年 | 71    | 4     | 1     | 0     | 0        | 3     | 4     | 0        | 11          | .429  | 503   | 115.1    | 93       | 7           | 55       | 2     | 16       | 95       | 7     | 1        | 52    | 50       | 3.90     | 1.28    |

### 記録
投手記録
- 初登板：2008年7月3日、対阪神タイガース11回戦（阪神甲子園球場）、8回裏1死に5番手で救援登板・完了、2/3回無失点
- 初奪三振：2008年7月5日、対読売ジャイアンツ11回戦（ナゴヤドーム）、4回表に谷佳知から空振り三振
- 初先発・初勝利：2008年8月31日、対広島東洋カープ21回戦（ナゴヤドーム）、6回2/3を3失点
- 初完投勝利：2008年9月6日、対横浜ベイスターズ16回戦（ナゴヤドーム）、9回5安打1失点
- 初ホールド：2008年9月27日、対横浜ベイスターズ21回戦（ナゴヤドーム）、5回表に2番手で救援登板、2回無失点

打撃記録
- 初安打：2008年10月7日、対東京ヤクルトスワローズ28回戦（明治神宮野球場）、5回表に館山昌平から中前安打

### 背番号
- 64 （2007年 - 2008年）
- 12 （2009年 - 2013年）